# Odyssey Complex
Het Odyssey Complex is een sport- en entertainmentcomplex in de Titanic Quarter in Belfast, de hoofdstad van Noord-Ierland.
Het complex werd gebouwd in 1992 en kwam tot stand in juni 1998. Het werd geopend in december 2000, met uitbreidingen in maart en mei 2001. Het complex bestaat uit: een multifunctionele arena, een wetenschapscentrum en een winkelcentrum. Het winkelcentrum herbergt een bioscoop en een bowlingbaan, naast een selectie van restaurants.

## Faciliteiten

### SSE Arena, Belfast

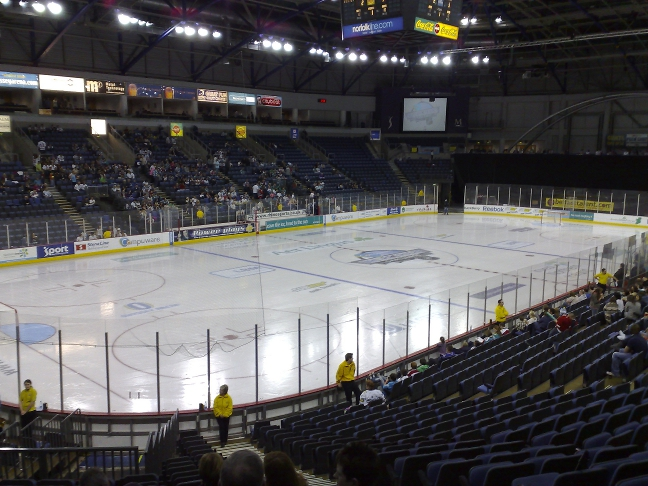
IJshockeywedstrijd in de SSE Arena, Belfast

De arena heette de Odyssey Arena van 2000 tot 2015. Het werd de grootste arena van Noord-Ierland, met een capaciteit van 10.000 voor concerten. Op 25 juni 2015 werd aangekondigd dat de arena een renovatie van £ 3 miljoen zou ondergaan en op 4 september 2015 de SSE Arena zou worden. De naamrechten zullen 10 jaar duren.